# Då Israel av Egypten drog
Då Israel av Egypten drog (tyska: Da Israel aus Egypten zog) är en tysk psalm av Matthæus Greiter och bygger på psaltaren 114. Psalmen översattes till svensk och fick titeln Då Israel av Egypten drog.

## Publicerad i
- Een liten Songbook under rubriken "Then CXIIII. Psalmen".[2]
- Den svenska psalmboken 1694 som nummer 104 under rubriken "Konung Davids Psalmer".
- 1695 års psalmbok som nummer 91 under rubriken "Konung Davids Psalmer".[1]